# Енциклопедија Истанбула
Енциклопедија Истанбула (тур. İstanbul Ansiklopedisi) је енциклопедија писца Решада Екрема Кочуа (тур. Reşad Ekrem Koçu, Истанбул, 1905- Истанбул, 6. јул 1975), турског историчара.

## О делу
Енциклопедија Истанбула је почела да се објављује 1944. године. Године 1951. је објављивање обустављено због недостатка новчаних средстава на хиљадитој страни четвртог тома код слова Б. Ово је била прва енциклопедија о једном граду. Године 1958. је поново покренуо публиковање енциклопедије са почетком од слова А. Аутор је хтео да објави петнаест томова и текстове је писао популарнијим стилом. Године 1973. је стигао до слова Г у једанаестом тому и опет је прекинуто излажење. Енциклопедија је читана као часопис где су испричане занимљиве, забавне, егзотичне приче о граду, дневним градским догађањима, али не и сређени подаци о Истанбулу. 
У енциклопедији су заступљени архитектонски објекти и улице, важни или обични људи, историјски догађаји и урбане легенде кроз наративе и илустрације попут прича. Од улица до архитектонских објеката, од важних или обичних људи и обичаја у граду до историјских догађаја и урбаних легенди, бројни субјекти су забележени кроз наративе и илустрације попут прича. Заједнички рад цењених историчара, књижевних научника, академика и уметника тог периода, Истанбулска енциклопедија представља биографску антологију с једне стране и западни енциклопедизам с друге стране. То није само референтни извор, многобројна сведочанстава или велики напор да се укључи све о Истанбулу, већ и дело које приказује јединствену слику или идеју града.

### Стил писања
У енциклопедију Кочу је уносио лична задовољства, интересовања, склоности. Посебна је атмосфера описивала дух Истанбула. Писац педесетих година двадесетог века врло храбро проговара о својим сексуалним жудњама и везама. То исказује изразима дивљења према лепоти мушкараца и младића. Кочу пажљиво бира изразе везане за момачку лепоту, али даје историјске, књижевне и културне податке. Кочу је врло педантно истраживао историју Османлија, заборављене рукописе у библиотекама, књиге из османске и истанбулске културе, као и новине деветнаестог века.

### Одреднице
Са старошћу Кочу је схватио да неће моћи да заврши енциклопедију у 15 томова. Онда је почео да за одреднице узима разне младиће, децу, дечаке који продају новине које је упознавао на улици, у крчмама, на мостовима. Ту су се налазиле одреднице о талентованом дечаку акробати, Кафани играча домина, Шљива на турбету Ејубсултан, Морнар Ферхад (храбри морнар који је скочио у море и спасао седамнаестогодишњег младића који је пао у море 1958. са пароброда). Професор Семави Ејиџем историчар византијске и османске уметности, написао је многе одреднице у Енциклопедији. Одреднице о женама нису заступљене у књизи, сем једног два изузетка. О новим одредницама се одлучивало у кафанским разговорима. Међу подацима и причама није било никаквог система по значају или хијерархије по важности тако да одреднице нису биле кратке или дуге у зависности од теме. Неке није требало уопште ни да постоје да би се књига звала енциклопедија. Али Кочу је био емотивно везан за неке приче и није желео од њих да одустане.